# Nowo-Ogarjowo

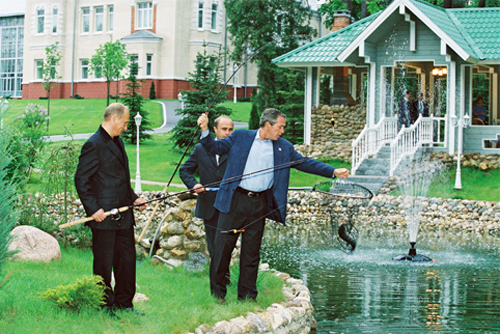
Wladimir Putin mit US-Präsident George W. Bush (2002) am Amtssitz

Nowo-Ogarjowo (russisch Ново-Огарёво) ist ein Anwesen in der Oblast Moskau unweit des Moskauer Stadtteils Krylatskoje sowie der Stadt Krasnogorsk. 2000 wurde es zum offiziellen Amtssitz von Wladimir Putin, der von 2000 bis 2008 russischer Präsident war, von 2008 bis 2012 russischer Ministerpräsident war und seit 2012 wieder Präsident ist.

## Geografische Lage
Die Residenz befindet sich in einem Waldstück zwischen der Rubljowo-Uspenskoje-Chaussee (im Volksmund: Rubljowka) und der Moskwa bei Ussowo. Nowo-Ogarjowo liegt rund 30 Kilometer westlich des Kremls.

## Geschichte
Die Residenz geht auf ein Landgut zurück, das für den Sohn des Zaren Alexander II., Großfürst Sergej Alexandrowitsch, im 19. Jahrhundert im neugotischen, schottisch-englischen Stil am rechten Ufer der Moskwa errichtet wurde. Anfang der 1950er Jahre ließ der Vorsitzende des Ministerrats der UdSSR, Georgi Malenkow, das Haus nach Plänen seiner Tochter umgestalten. Als Malenkow 1955 aus seinem Amt entfernt wurde, waren noch Umbauarbeiten im Gange. Das Anwesen wurde anschließend Gästehaus der Regierung, für Empfänge und als Tagungsort für Regierungsausschüsse genutzt, sowie als Erholungsort für hochrangige Größen aus der Staats- und Parteiführung.
Am 23. April 1991 unterzeichnete der Präsident der Sowjetunion Michail Gorbatschow mit den obersten Repräsentanten von neun Republiken (Russland, Ukraine, Belarus, Kasachstan, Usbekistan, Kirgisien, Tadschikistan, Turkmenistan und Aserbaidschan) in Nowo-Ogarjowo eine Gemeinsame Erklärung über den Fortbestand der Sowjetunion (9+1-Abkommen). Diese sah die Unterzeichnung eines Unionsvertrages am 20. August und einer Unionsverfassung vor. Die Unterzeichnung des neuen Unionsvertrages scheiterte einen Tag zuvor durch den Augustputsch in Moskau gegen Gorbatschow.
Nach dem Zerfall der Sowjetunion 1991 war die Residenz für Regierungszwecke vorgesehen, blieb allerdings weitgehend unbenutzt, bis Wladimir Putin sie 2000 zum Amtssitz erklärte und renovieren ließ. Seitdem entwickelte sich die unmittelbar daneben gelegene Siedlung Ussowo zur teuersten Wohngegend Moskaus.

## Ausstattung
Eine sechs Meter hohe Mauer schützt die Residenz nach außen. Auf dem Gelände befinden sich Hubschrauberlandeplätze, ein Reitstall, umfangreiche Sportanlagen und Gewächshäuser. Zu der Anlage gehört auch ein nicht-öffentlicher Bahnhof, der am Ende der von Moskau kommenden Bahnstrecke nach Ussowo liegt.